# Museo Marítimo Nacional (Reino Unido)
El Museo Marítimo Nacional (en inglés: National Maritime Museum, NMM), ubicado en Greenwich (Londres), es el museo marítimo más importante del Reino Unido. Los edificios históricos forman parte del Patrimonio de la Humanidad y también incorporan el Real Observatorio de Greenwich y la Queen's House del siglo XVII. El museo es un organismo público no departamental que es patrocinado por el Departamento de Cultura, Medios y Deporte.
El Museo fue creado por el National Maritime Act of 1934, bajo el mando de una junta nombrada por el Departamento del Tesoro. Fue desarrollado gracias a las generosas donaciones de James Caird. Jorge VI inauguró oficialmente el museo el 27 de abril de 1937, cuando su hija, la princesa Isabel (posteriormente reina Isabel II), lo acompañó por la jornada a lo largo del Támesis. El primer director del Museo fue Geoffrey Callender.
El Museo entrega anualmente la Medalla Caird en honor a su mayor benefactor, James Caird.

## Colección

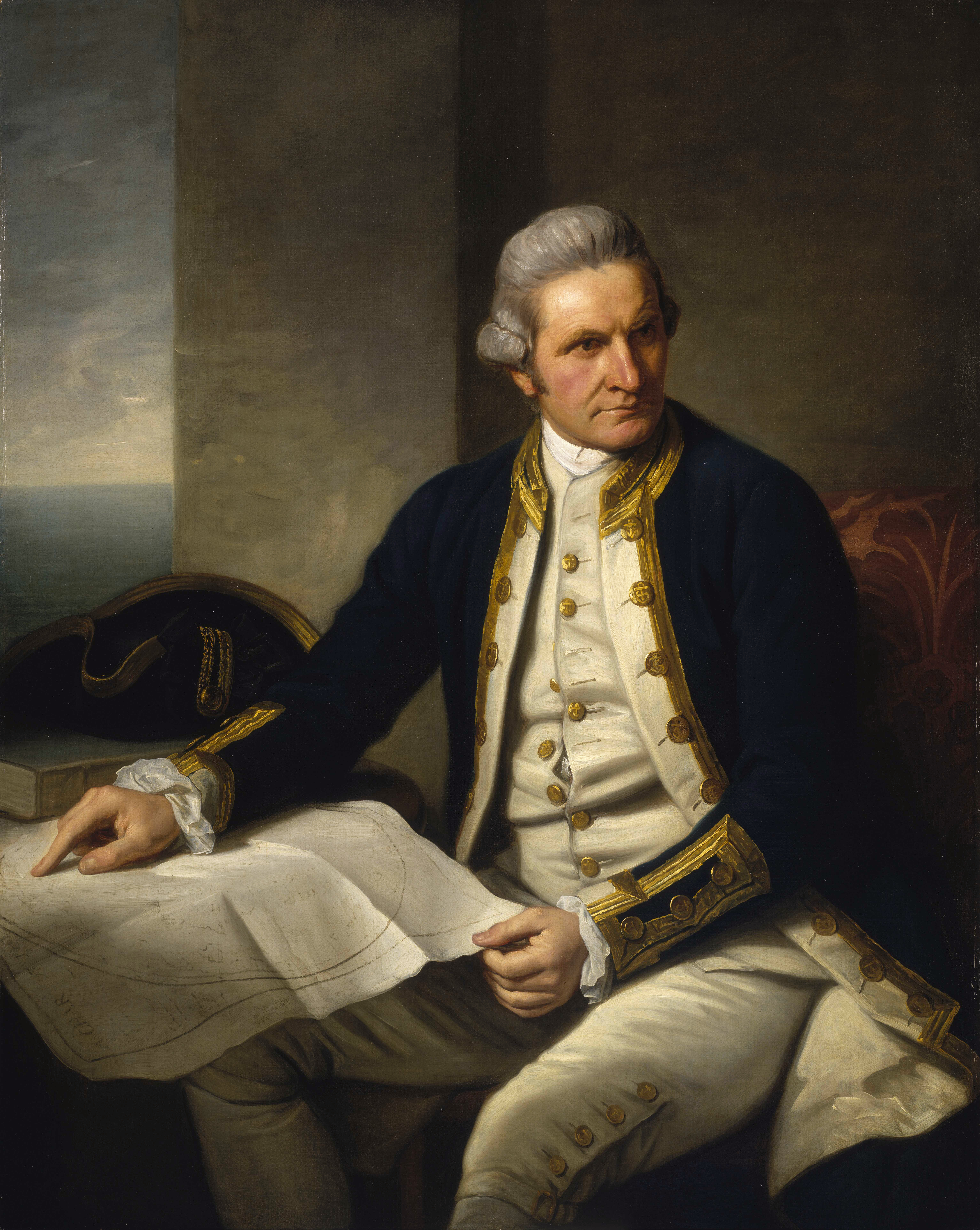
Retrato del capitán James Cook realizado por Nathaniel Dance-Holland, exhibido en el Museo Marítimo Nacional.

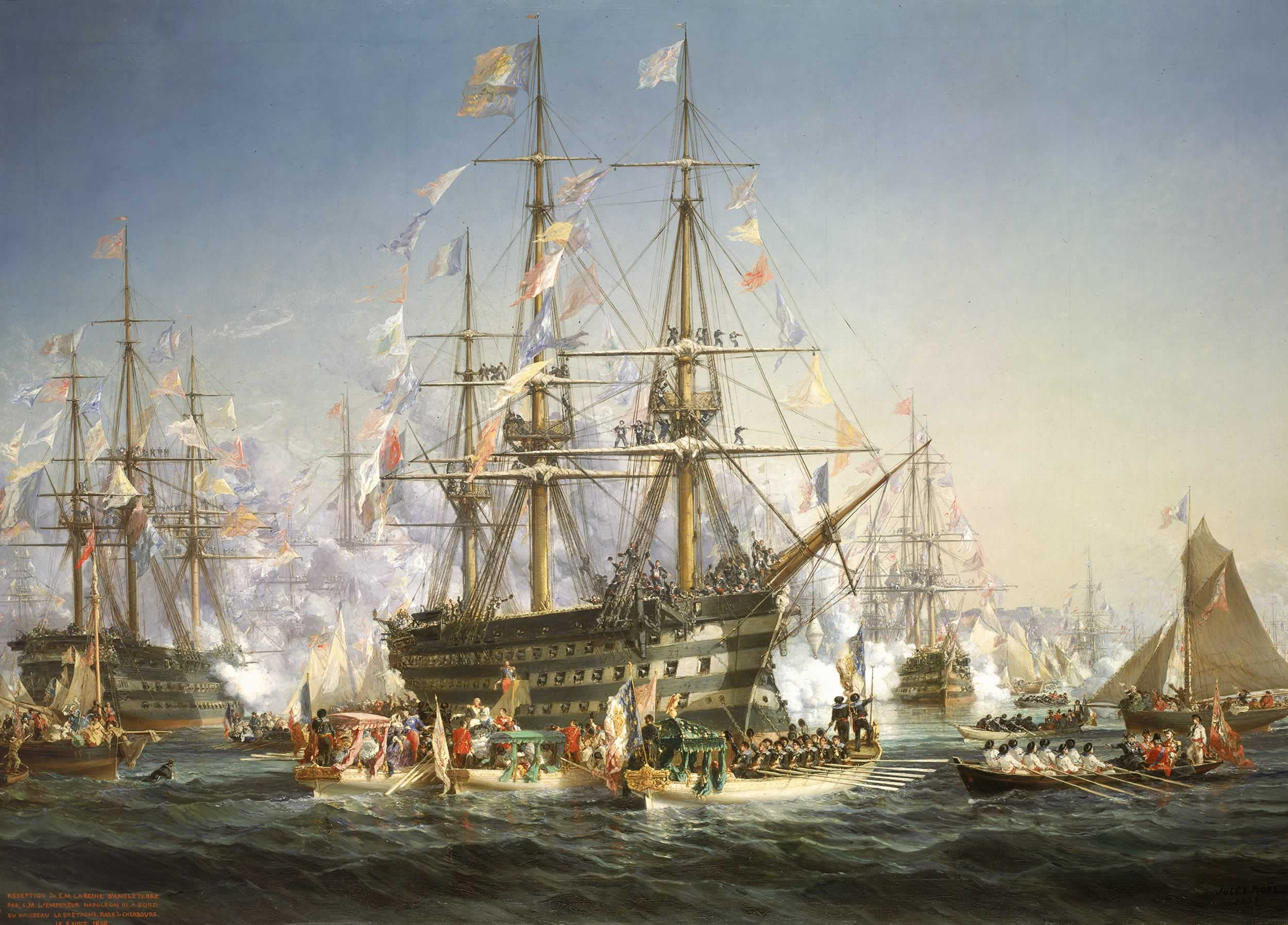
El Barco francés Bretagne (1855), pintado por Jules Achille Noël en 1859, exhibido en el Museo Marítimo Nacional.

Desde épocas tempranas, Greenwich ha estado asociado al mar y a la navegación: fue un lugar de desembarco para los romanos; Enrique VIII vivió allí; la Marina tiene sus raíces en el muelle de Greenwich; y Carlos II fundó el Real Observatorio de Greenwich en 1675 para "encontrar la longitud de los lugares". Hogar del Tiempo Medio de Greenwich y del meridiano de Greenwich desde 1884, Greenwich ha sido por mucho tiempo un centro de estudio astronómico, mientras los navegadores de todo el mundo han sincronizado sus relojes de acuerdo a su tiempo del día.
El Museo posee la colección más importante a nivel mundial sobre la historia de la relación de Gran Bretaña con el mar, la cual comprende más de dos millones de objetos, incluyendo arte marítimo (tanto británico como del siglo XVII holandés), cartografía, manuscritos (registros públicos oficiales, modelos y planos de navíos, por ejemplo), instrumentos científicos y de navegación, instrumentos para medir el tiempo y astronómicos. Su colección de retratos británicos solo es excedida en tamaño por el National Portrait Gallery, aunque su colección sobre el vicealmirante Horatio Nelson y el capitán James Cook, entre muchos otros individuos, es única.
El Museo alberga la mayor biblioteca de referencias de historia marítima en el mundo, con aproximadamente 100.000 volúmenes, con libros que datan desde el siglo XV. Un programa activo de préstamos asegura que los objetos de la colección sean vistos en otras partes del Reino Unido y en el extranjero. 
Debido a su asociación con el Real Observatorio, el Museo cuenta con una conjunción única de temas (historia, ciencia y artes), permitiéndole rastrear el movimiento y los logros de las personas y los orígenes y las consecuencias de la historia marítima para el imperio inglés. De esta manera, el objetivo trazado por el Museo es lograr una mejor comprensión de la historia marítima, política, social, cultural y económica de Gran Bretaña, así como sus consecuencias en el mundo actual.
La colección del Museo Marítimo Nacional también incluye objetos traídos de Alemania después de la Segunda Guerra Mundial, como varios modelos de navíos y pinturas. En este sentido, el Museo ha sido criticado por poseer lo que se describe como "arte saqueado". El Museo considera estos objetos como "trofeos de guerra", extraídos bajo las provisiones de la Conferencia de Potsdam.

## El sitio del Museo
El Museo fue establecido oficialmente en 1934 al interior de 200 acres (0.81 km²) del Greenwich Royal Park en los edificios de lo que había sido la Royal Hospital School (o Royal Naval Schol). Incluye la Queen's House (parte del paisaje histórico de Greenwich Marítimo", que fue inscrito en la Unesco como Patrimonio de la Humanidad en 1997) y el Real Observatorio de Greenwich, hogar hasta 1948 del Observatorio.
Los jardines aledaños al lado norte del Museo fueron restablecidos a fines de los años 1870, siguiendo la construcción del túnel entre las estaciones Greenwich y Maze Hill, el cual comprendía parte de la sección final del Ferrocarril Londres-Greenwich y que fue inaugurado en 1878.
Flamsteed House (1675-1676), la parte original del Real Observatorio, fue diseñada por Christopher Wren y fue el primer complejo en Gran Bretaña construido para la investigación científica. En 1953, el antiguo Observatorio pasó a formar parte del Museo y la Flamsteed House fue abierta por primera vez a los visitantes en 1960.
La Queen's House, un edificio clásico del siglo XVII diseñado por Íñigo Jones, es el centro del paisaje histórico "parque y palacio" del Greenwich marítimo. La Queen's House fue restaurada en 2001 para convertirse en el centro de las exhibiciones de arte de la colección del Museo.

## Directores del Museo Marítimo Nacional
- 1937 a 1946 - Geoffrey Callender
- 1947 a 1966 - Frank George Griffith Carr[5]
- 1967 a 1983 - Basil Jack Greenhill
- 1983 a 1986 - Neil Cossons
- 1986 a 2000 - Richard Louis Ormond, Orden del Imperio Británico[6]
- 2000 a 2007 - Almirante Roy Clare, Orden del Imperio Británico[7]
- 2007 hasta la actualidad - Dr Kevin Fewster[8]
- 2019–presente: Paddy Rogers[9]

## Medalla Caird
La Medalla Caird fue instituida en 1984 para celebrar el 50.º aniversario de la National Maritime Museum Act de 1934 que estableció el Museo. La Medalla es entregada anualmente a "un individuo que, en opinión de la junta del Museo Marítimo Nacional, ha hecho un trabajo importante en el campo de los intereses del Museo y que sea de una naturaleza que involucre la comunicación con el público". La Medalla fue nombrada en honor a James Caird (1864–1954), el benefactor principal del Museo cuando este fue fundado.
Cada individuo premiado presenta la Lectura Caird (Caird Lecture), una conferencia que es usualmente publicada después de haber sido presentada.

### Galardonados
- 1984, Eric McKee
- 1985, Michael S. Robinson
- 1987, Jules van Beylen
- 1989, C. R. Boxer
- 1990, Helen Wallis
- 1991, John F. Coates y John Sinclair Morrison
- 1992, Richard Ollard[10]
- 1993, Gerard L.E. Turner
- 1994, Glyndwr Williams
- 1995, Margaret Rule
- 1996, John de Courcy Ireland
- 1997, Felipe Fernández-Armesto
- 1998, Elly Dekker
- 1999, Elisabeth Mann-Borgese[11]
- 2000 John Hattendorf[12]
- 2002, Robert Ballard
- 2004, Sir David Attenborough[13]
- 2005, Paul Kennedy[14]
- 2006, David Armitage[15]
- 2007, Martin Rees, barón Rees de Ludlow
- 2010, Willem F. J. Mörzer Bruyns
- 2011, Daniel A. Baugh
- 2014, R.J.B. Knight[16]
- 2015, Simon Schaffer

## Galería de imágenes

Objetos de la colección del Museo Marítimo Nacional
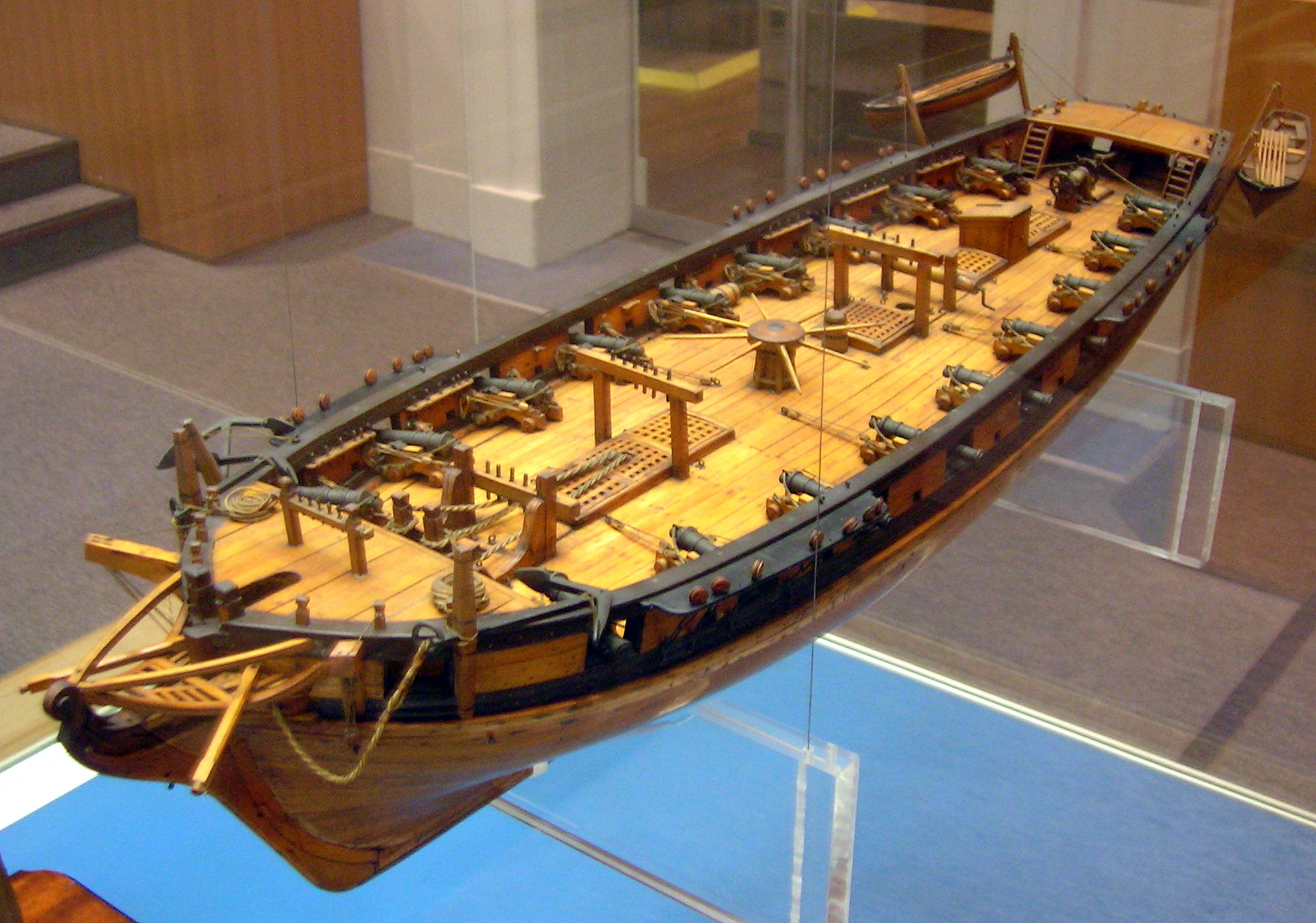
Maqueta de un bergantín de 18 cañones probablemente de la Clase Cruizer, alrededor de 1810.
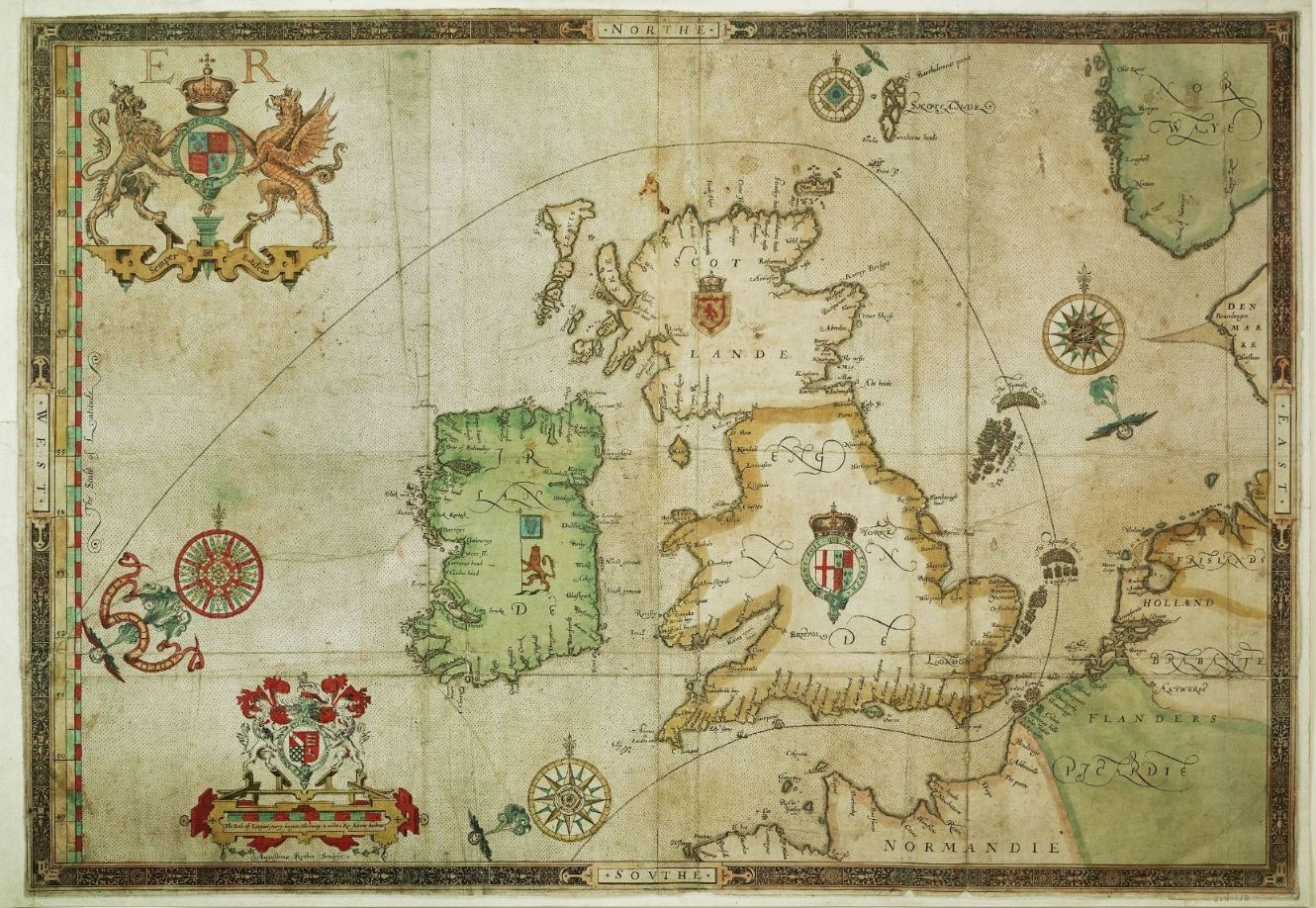
El paso de la Armada Invencible alrededor de Gran Bretaña (publicado en 1590).
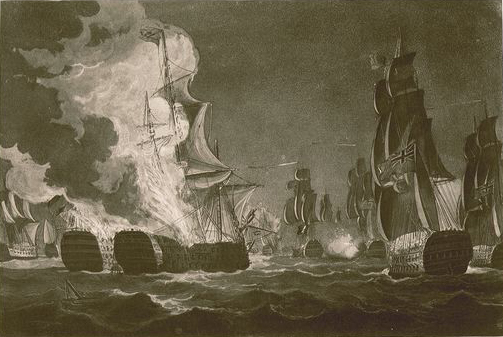
Real Carlos y San Hermenegildo en llamas (1816), pintura de Thomas Whitcombe.
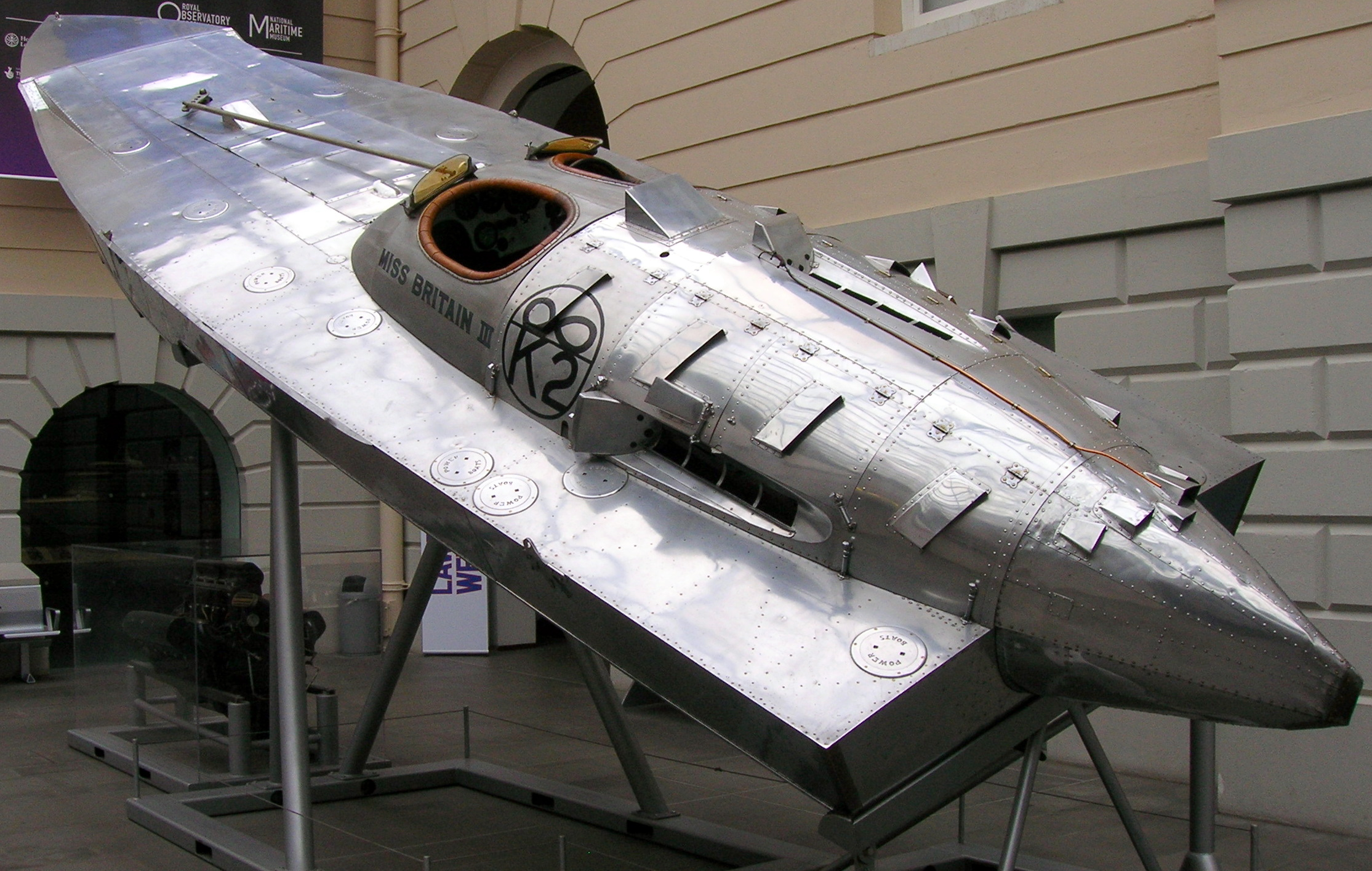
Miss Britain III, primer barco con un solo motor en superar las 100 mph en alta mar.
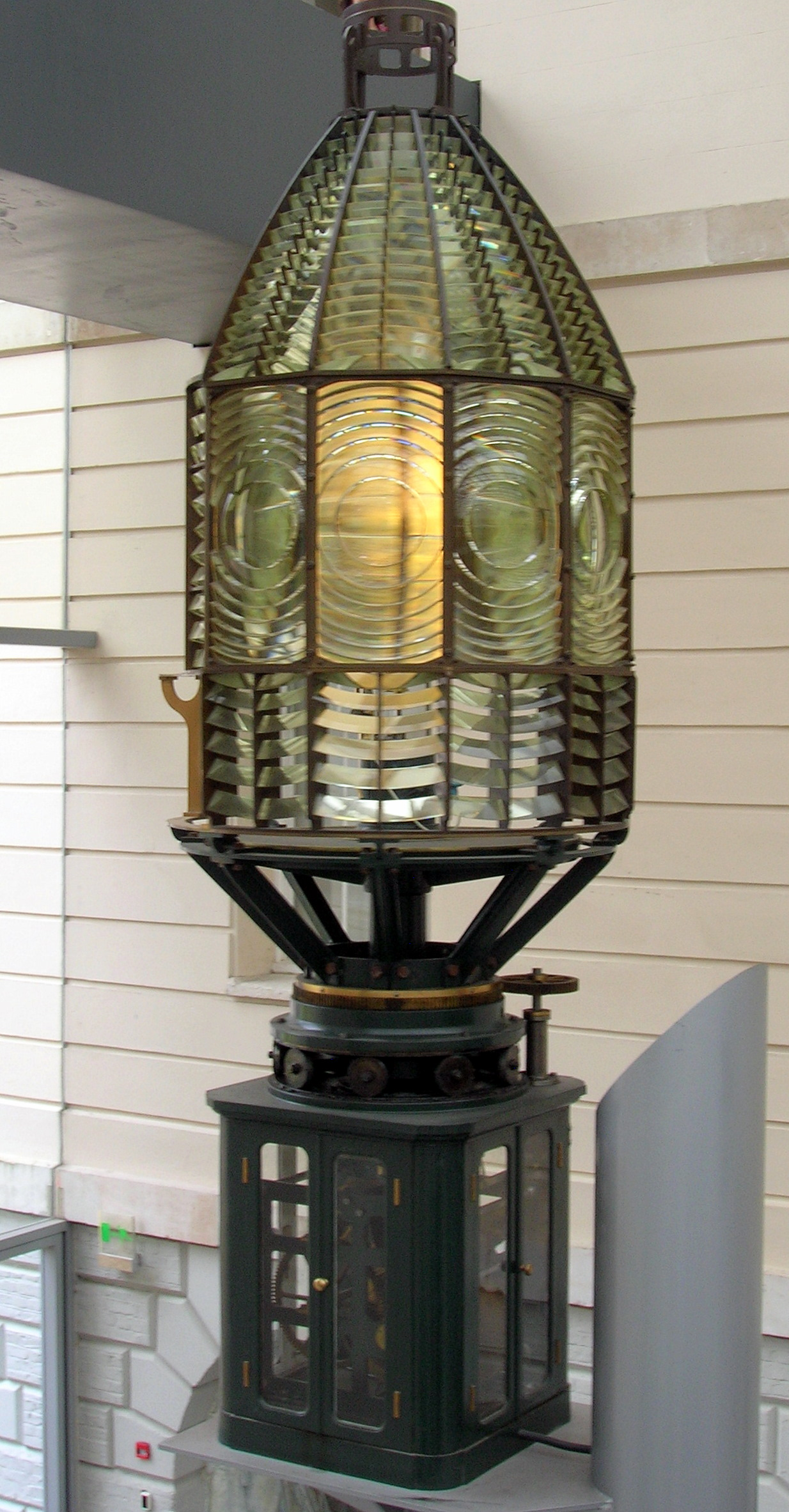
Faro del Tarbat Ness en Escocia, 1892.
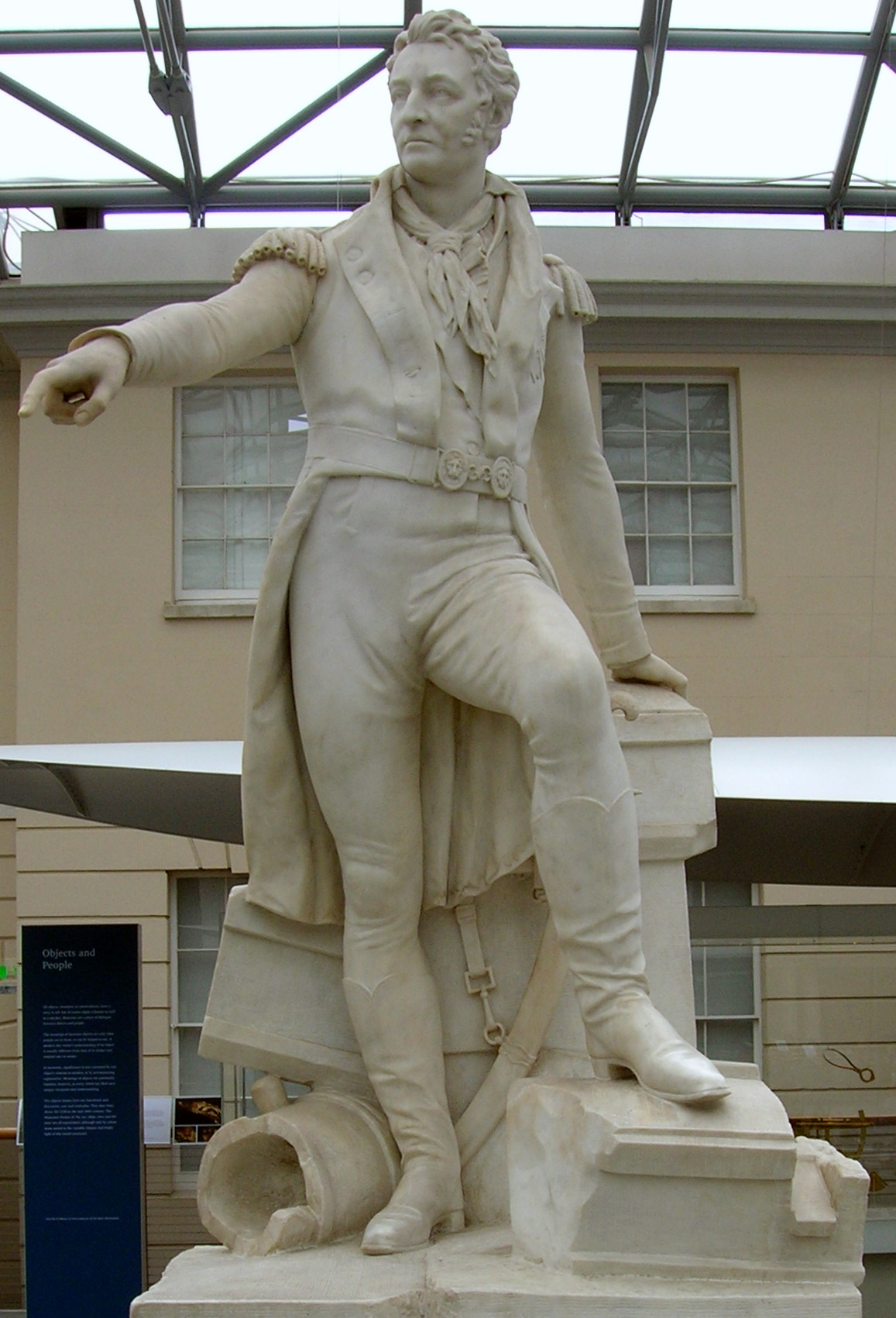
Estatua del almirante sir William Sidney Smith (1764-1840), por Thomas Kirk, Dublín, 1845.
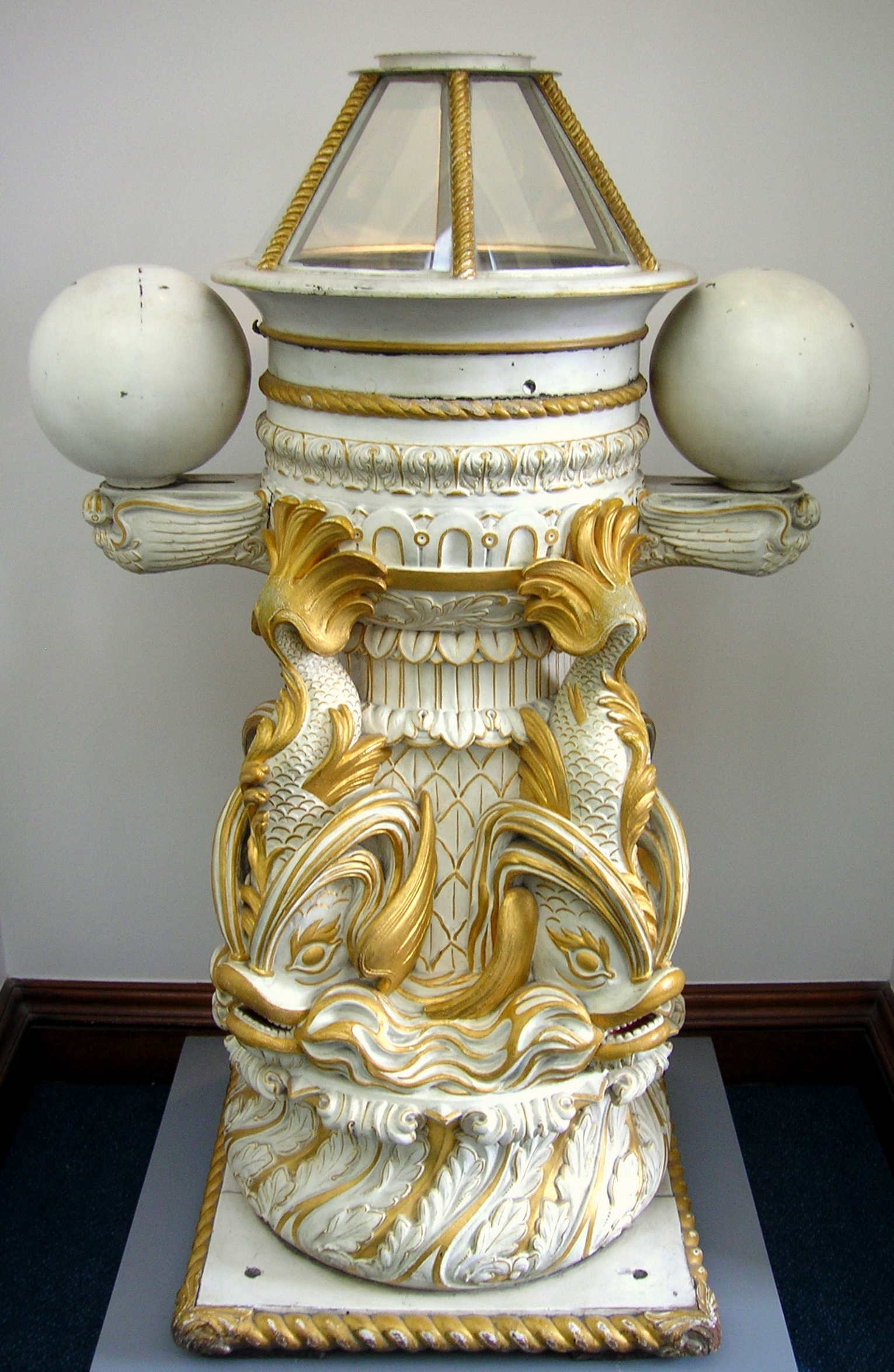
Habitáculo de la brújula del yate real Victoria and Albert III, de 1899.
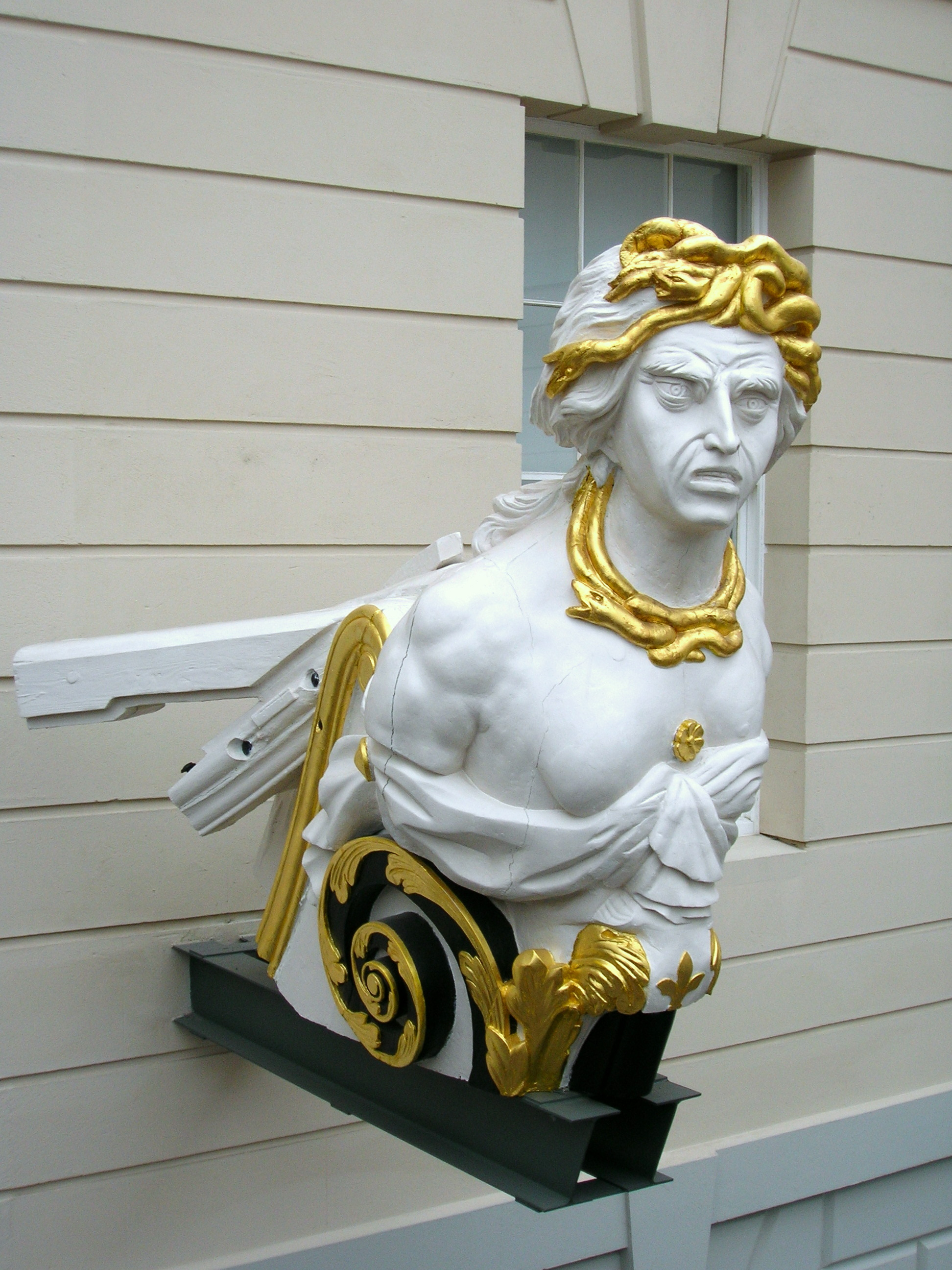
Mascarón de proa del navío francés de 74 cañones Duguay Trouin, capturado por los británicos y rebautizado como Implacable en 1800.